# Jean Meslier

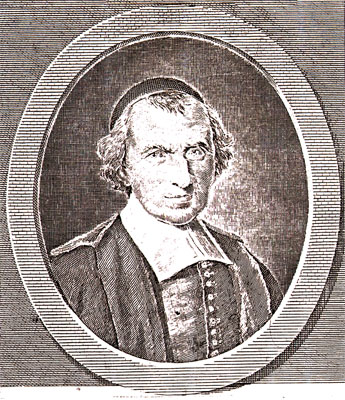
Jean Meslier

Jean Meslier (1664-1729) va ser un sacerdot ateu, contemporani de Lluís XIV de França i autor d'una de les justificacions de l'ateisme més importants del Segle de les Llums, el Testament de Mossèn Meslier, que, de fet, portava com a títol real Memòria o Sentiments de Jean Meslier, que tingué una gran repercussió com a manuscrit clandestí. Es coneixen relativament poques dades de la seva biografia. Fill d'un comerciant de sarja i draps del poblet de Mazerny a la diòcesi de Reims (Xampanya-Ardenes) que només tenia setanta habitants, es feu capellà per pressió familiar i exercí com a tal durant quaranta anys; possiblement es formà en el jansenisme que tenia al seminari de Reims un dels seus centres més significatius i com a conseqüència d'una reflexió personal derivà cap a l'ateisme. De fet, és l'únic pensador independent del seu temps i l'únic que provenia de les classes populars pageses i de petits comerciants. Va escriure d'ell mateix que havia passat la seva vida «amb pena i amb una extrema repugnància», obligat a dissimular les seves idees. Fou amonestat dos cops per viure amistançat: el primer cop a l'edat de 32 anys estava amb una majordona de 23; i ja amb 55 en tingué una altra de només 18 —fet prou escandalós i públic perquè el seu bisbe el condemnés a un mes de reclusió en un convent. Cal tenir en compte que a l'època l'edat mínima per treballar de majordona amb un capellà eren els quaranta anys. El seu manuscrit, de més de cinc-centes planes, i del qual ell mateix feu tres còpies, fou descobert després de la seva mort entre un considerable escàndol. El Testament fou grollerament manipulat per Voltaire, que el transformà en text deista, els Extraits des sentiments de Jean Mesiler (1768), i també fou usat per D'Holbach que publicà sota el nom de Meslier obres de la seva pròpia autoria; però ha estat fonamental en el pensament ateu posterior.
El testament de Meslier es divideix en vuit parts. Cadascuna intenta provar la vanitat i la falsedat de les religions segons aquest pla:
1. Són invencions humanes.
2. La fe, la creença cega, és un principi d'errors, il·lusions i impostures.
3. Falsedat de les «suposades visions i revelacions divines».
4. «Vanitat i falsedat de les suposades profecies de l'Antic Testament».
5. Errors de la doctrina i de la moral i la religió cristiana.
6. La religió cristiana autoritza els abusos i la tirania dels poderosos.
7. Falsedat de la «pretesa existència dels déus».
8. Falsedat de la idea de l'espiritualitat i de la immortalitat de l'ànima.
Meslier afirmava que era incompatible la creença en un déu superior existint el mal, i negava la possibilitat d'assolir un consol etern a través del patiment a la vida a la Terra, fet que considerava un invent de l'elit social per mitigar possibles revoltes. Anomenava crístícoles els creients i denunciava l'Església com una aliada objectiva de les classes feudals. Compromès en vida amb els pobres, i molt especialment amb les dones (que considerava fins i tot més oprimides que els animals domèstics), deslligava la moral de qualsevol instància transcendent, perquè negava l'existència d'una ànima immortal diferent del cos. Afirmava que el culte a les imatges era pura idolatria sense cap substància, fruit d'invents interessats sobre visions i suposades revelacions.
Va criticar també la figura de Crist, ja que el seu martiri teòricament era per salvar el món, però aquest continuava immers en el pecat, un pecat que l'església reconeixia amb el sagrament de la confessió i la reafirmació de l'existència d'un pecat original, idees segons Meslier incompatibles tant amb el concepte d'un Déu omnipotent i bondadós com amb un fill que s'encarna per erradicar-los. S'alineava amb la teoria dels germans de Jesús i les arrels mítiques de la seva figura i es mostrava sorprès de l'acceptació general del seu missatge.
La seva frase: Cal penjar l'últim rei amb la sotana de l'últim capellà fou una de les consignes dels radicals del s. xviii. Políticament es mostrava partidari d'idees revolucionàries i igualitàries, amb crides a atacar la noblesa i el clergat, massa acostumats als seus privilegis (per aquests fragments va ser citat per Lenin com a precursor del comunisme).